# Калауз
Калауз — деревня в Никольском районе Вологодской области.
Входит в состав Пермасского сельского поселения, с точки зрения административно-территориального деления — в Пермасский сельсовет.
Расстояние по автодороге до районного центра Никольска — 53 км, до центра муниципального образования Пермаса — 25 км. Ближайшие населённые пункты — Куданга, Гороховский, Кудангский.
По переписи 2002 года население — 11 человек.